# 243262 Korkosz
243262 Korkosz è un asteroide della fascia principale. Scoperto nel 2007, presenta un'orbita caratterizzata da un semiasse maggiore pari a 2,6313134 UA e da un'eccentricità di 0,0163767, inclinata di 11,45320° rispetto all'eclittica.
L'asteroide è dedicato agli statunitensi Frank e John Korkosz, costruttori di planetari.